# 寿臧和硕公主
寿臧和硕公主（1829年11月15日—1856年8月9日），道光帝第五女。

## 生平
道光九年（1829年）十月十九日卯時出生，生母為祥妃钮祜禄氏。继祖母恭慈皇太后仍在盛京祭祖迴鑾的路上，十月二十四日才回宮，故而在十一月十七日，父亲道光帝才陪同皇太后專門去翊坤宮看望祥妃和五公主。道光十五年的萬壽節，皇子和皇女們給道光帝行禮，唯獨沒有五公主。道光帝對五公主如此冷遇，只能是出於對她的母親祥妃的厭惡。此時的祥妃雖然還保有位分，但已經失寵並連累了她的兒女。
道光二十二年三月初十日，封為寿臧和碩公主，並且指配鑲紅旗滿洲那木都鲁氏二等男兼錦州副都統侍順的嫡長子恩崇；十二月初三日正式下嫁，公主在寢宮升轎，喜轎經神武門西門到達府第行合卺禮。道光二十四年生第一女，道光二十六年生第二女。
咸豐三年，咸豐帝因惦念著姐姐壽臧和碩公主用度尤絀而命令內務府提出資助方案，內務府查實壽臧和碩公主除每年僅支領俸銀三百兩外，別無應領之款，故而建議將固倫公主分內每月房租銀130兩、每年俸利銀500兩、每年地租銀1200兩，皆減半賞給壽臧和碩公主。從此壽臧公主每年增加1600余兩銀子的收入，生計大為改善。咸豐六年（1856年）七月初九日巳時薨逝，年僅二十八歲；七月初十日，咸豐帝派醇親王奕譞帶領侍衛十員往奠；七月十三日，咸豐帝則親臨奠酒。没有繼娶的恩醇在同治三年十月初一日病故後，以二弟恩朴之子文熙承繼與壽臧和碩公主为嗣，文熙後娶和碩怡端親王載敦第四女為妻。